# エレウソン・ファリアス・デ・モウラ
エレウソン・ファリアス・デ・モウラ（Eleílson Farias de Moura、1985年4月2日 - ）は、ブラジル・ミナスジェライス州出身のサッカー選手。ポジションはディフェンダー。

## 経歴

### クラブ

#### 江蘇舜天
2009年に中国の江蘇舜天へ期限付き移籍し、2010年から完全移籍した。2015シーズンをもって退団することが発表された。